# Talk Talk Talk
"Talk Talk Talk" to piosenka electropopowa stworzona na czwarty album studyjny australijskiego piosenkarza Darrena Hayesa pt. Secret Codes and Battleships (2011). Wyprodukowany przez Carla Franka, utwór wydany został jako inauguracyjny singel promujący krążek dnia 24 czerwca 2011 roku.

## Informacje o utworze
"Talk Talk Talk" to stonowana, skomponowana w średnim tempie ballada, utrzymywana w nowoczesnej stylistyce electro- i synthpopu. Autorami utworu są Darren Hayes oraz szwedzki muzyk Carl Frank, także jego producent; obaj napisali tekst piosenki, który określili jako "sentymentalny". Utwór zmiksował w Londynie Anglik Robert Orton, znany ze współpracy z Lady Gagą. Piosenka w wersji albumowej trwa trzy minuty i trzydzieści dziewięć sekund, zaś jej edycja radiowa pół minuty mniej − trzy minuty i trzy sekundy.

## Wydanie singla
Singel wydano 24 czerwca 2011 roku w sprzedaży cyfrowej, za pośrednictwem sklepu online iTunes Store. W Australii, rodzimym kraju wokalisty, wydawcą singla była wytwórnia Mercury Records, natomiast w pozostałych rejonach świata − Powdered Sugar, indywidualne przedsiębiorstwo Darrena Hayesa. 27 czerwca 2011 piosenka znalazła się na playlistach stacji radiowych w Indonezji.
Wersja singla możliwa do nabycia drogą internetową zawierała, poza samą kompozycją "Talk Talk Talk", również cover szlagieru Madonny "Angel" z 1985, wykonywany przez Hayesa. Utwór opublikowany został także na limitowanym singlu 7" vinyl, gdzie zawarto akustyczną wersję "Talk Talk Talk".
Na początku lipca 2011 utwór zajął pozycję #79 w zestawieniu stu najpopularniejszych singli w Australii, stając się pierwszym singlem Hayesa notowanym na ARIA Charts od 2007 roku.

## Teledysk
Wideoklip do utworu nagrano czerwcem 2011 i wydano jeszcze w tym miesiącu, dokładnie 24 czerwca. Premierę klipu poprzedzała prezentacja zdjęć wykonanych w trakcie jego realizacji; zdjęcia udostępniono na stronie internetowej Darrena Hayesa. W teledysku wokalista śpiewa w różnych sceneriach, zaprojektowanych komputerowo przez męża Hayesa, animatora Richarda Cullena. Cullen figuruje jako reżyser klipu, jego producentami są Andrew Philip oraz Gavin Elder.

## Listy utworów i formaty singla
| Ogólnoświatowy digital download 1. "Talk Talk Talk" − 3:39 2. "Angel" − 4:18 Promo CD złożone z remiksów #1 1. "Talk Talk Talk" (Extended Mix) 2. "Talk Talk Talk" (7th Heaven Mix) 3. "Talk Talk Talk" (Club Junkies Mix) 4. "Out of Talk" (Hall & Oates Mash-up) | Promo CD złożone z remiksów #2 1. "Talk Talk Talk" (Album Version) 2. "Talk Talk Talk" (Fred Falke Mix) 3. "Talk Talk Talk" (Penguin Prison Mix) 4. "Talk Talk Talk" (wideoklip) Limitowany 7" vinyl 1. "Talk Talk Talk" − 3:39 2. "Talk Talk Talk" (Acoustic Version) |

## Pozycje na listach przebojów
| Kraj/region | Notowanie (2011)          | Wydawca     | Najwyższa pozycja |
| ----------- | ------------------------- | ----------- | ----------------- |
| Australia   | Top 100 Singles           | ARIA Charts | 79                |
| Australia   | Top 20 Australian Singles | ARIA Charts | 8                 |

## Historia wydania
| Region    | Data            | Format                                         | Wytwórnia       |
| --------- | --------------- | ---------------------------------------------- | --------------- |
| Świat     | 24 czerwca 2011 | digital download                               | Mercury Records |
| Indonezja | 27 czerwca 2011 | airplay                                        | Mercury Records |
| Świat     | 8 lipca 2011    | digital download (promo złożone z remiksów)    | Mercury Records |
| Świat     | 31 lipca 2011   | digital download (promo złożone z remiksów #2) | Mercury Records |